# میکلوش اونگواری
میکلوش اونگواری (مجاری: Miklós Ungvári؛ زادهٔ ۱۵ اکتبر ۱۹۸۰) جودوکار اهل مجارستان بود.
وی در مسابقات کشوری و بین‌المللی در مجموع برندهٔ ۳ مدال طلا، ۴ مدال نقره، ۴ مدال برنز شده‌است.